# Автошлях E69
Європейський маршрут Е69 — європейський автомобільний маршрут категорії А на півночі Норвегії, що з'єднує мис Нордкап і Ольдерфьорд. Довжина маршруту — 129 км.
Маршрут проходить через п'ять тунелів загальною довжиною 15,5 км. Найдовший з них, тунель Нордкап, довжиною 6,9 км і досягає 212 м нижче рівня моря.
Взимку північна частина дороги закрита.
E69 є найпівнічнішою дорогою в світі, пов'язаної з великою міжнародною мережею доріг. Північніші дороги, наприклад, на Шпіцбергені або в Гренландії, коротші й ізольовані.

## Фотографії

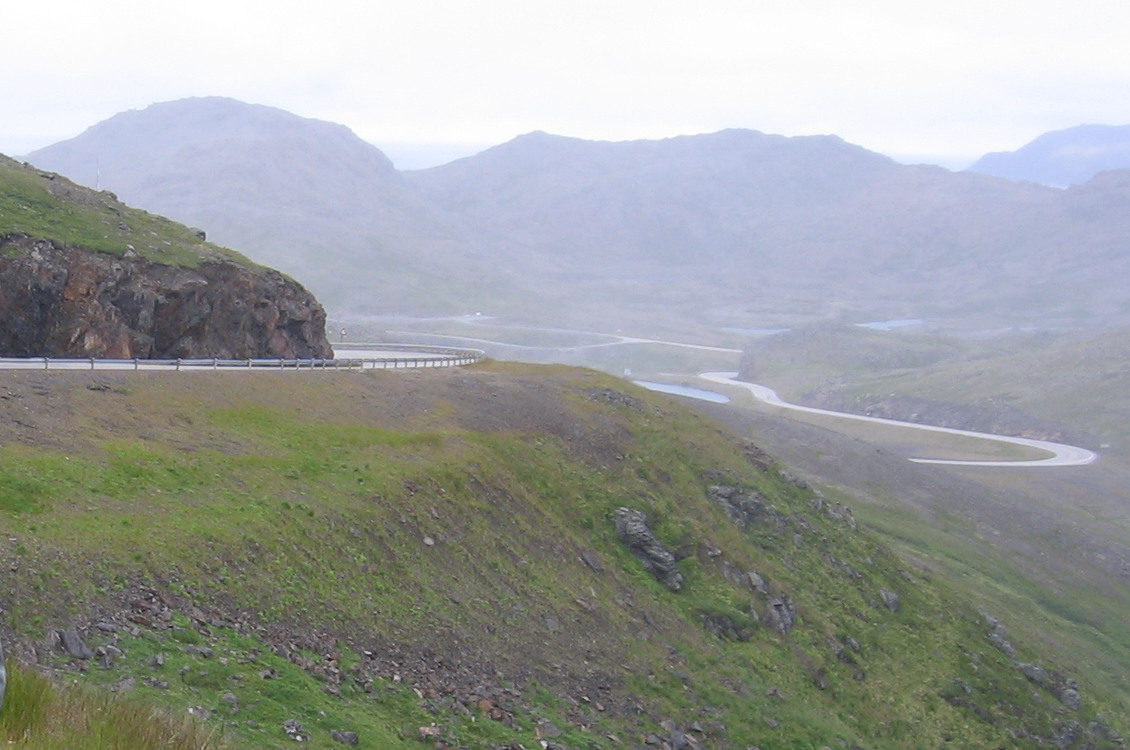
E69
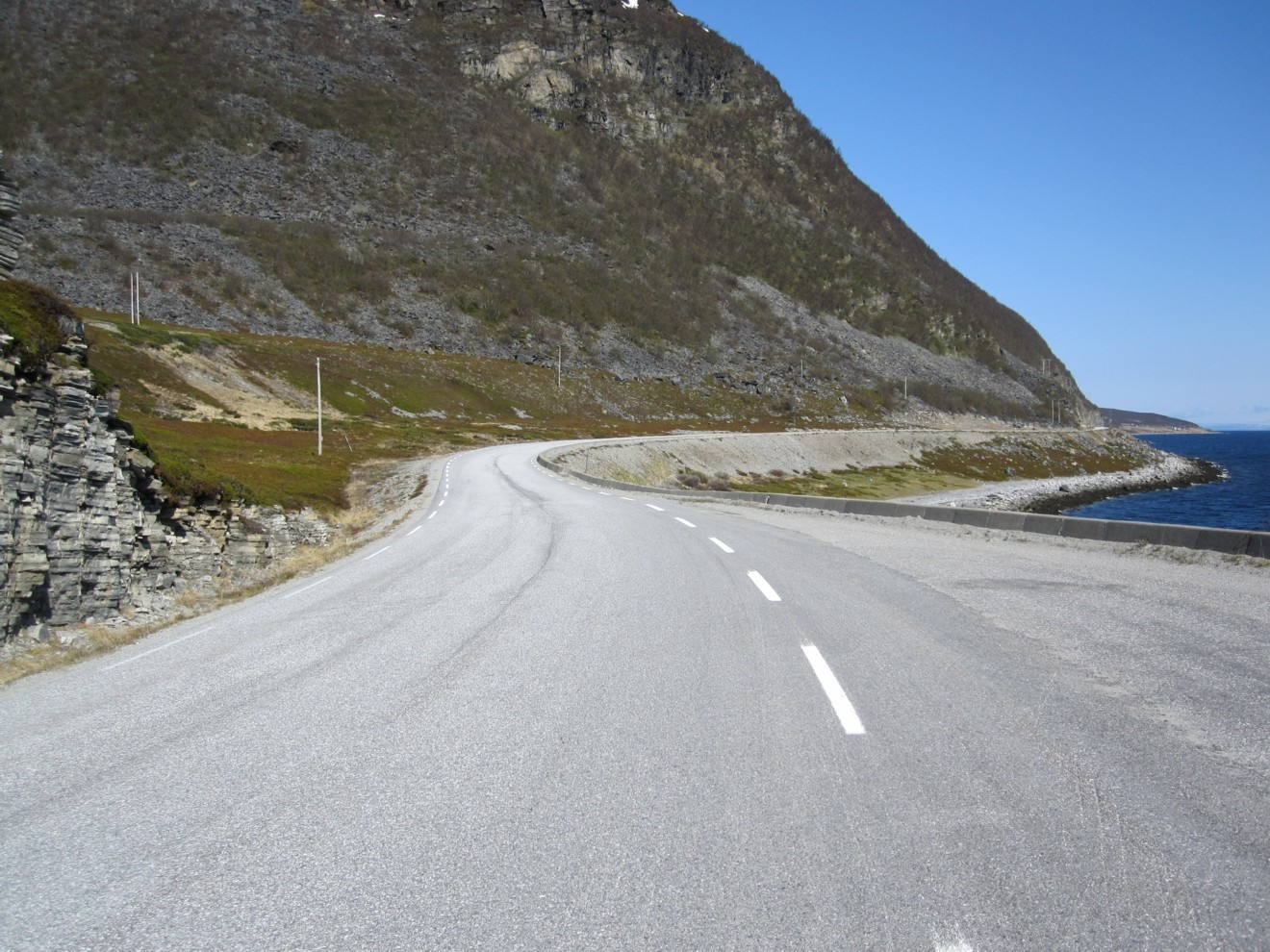
E69
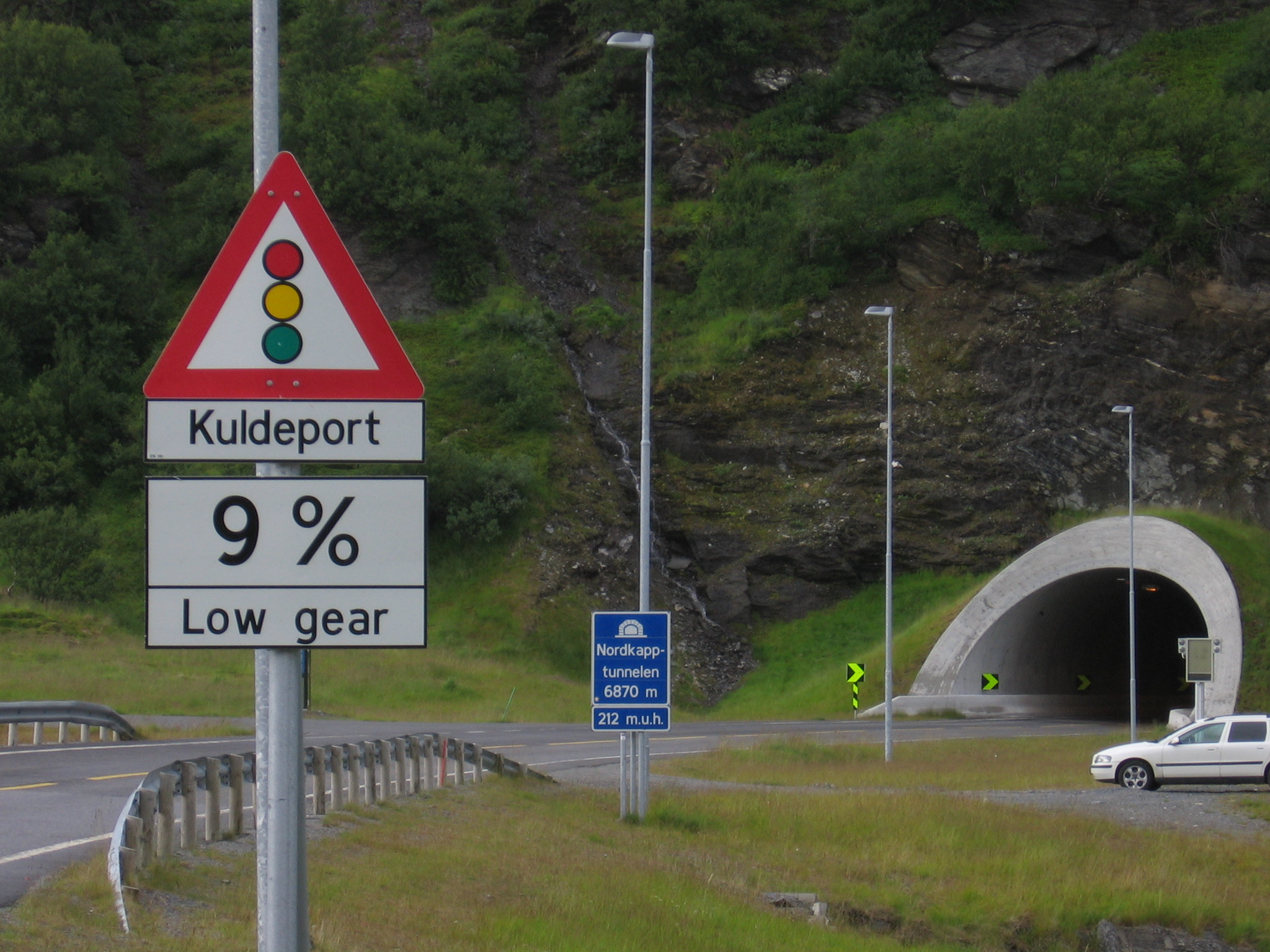
Тунель Нордкап
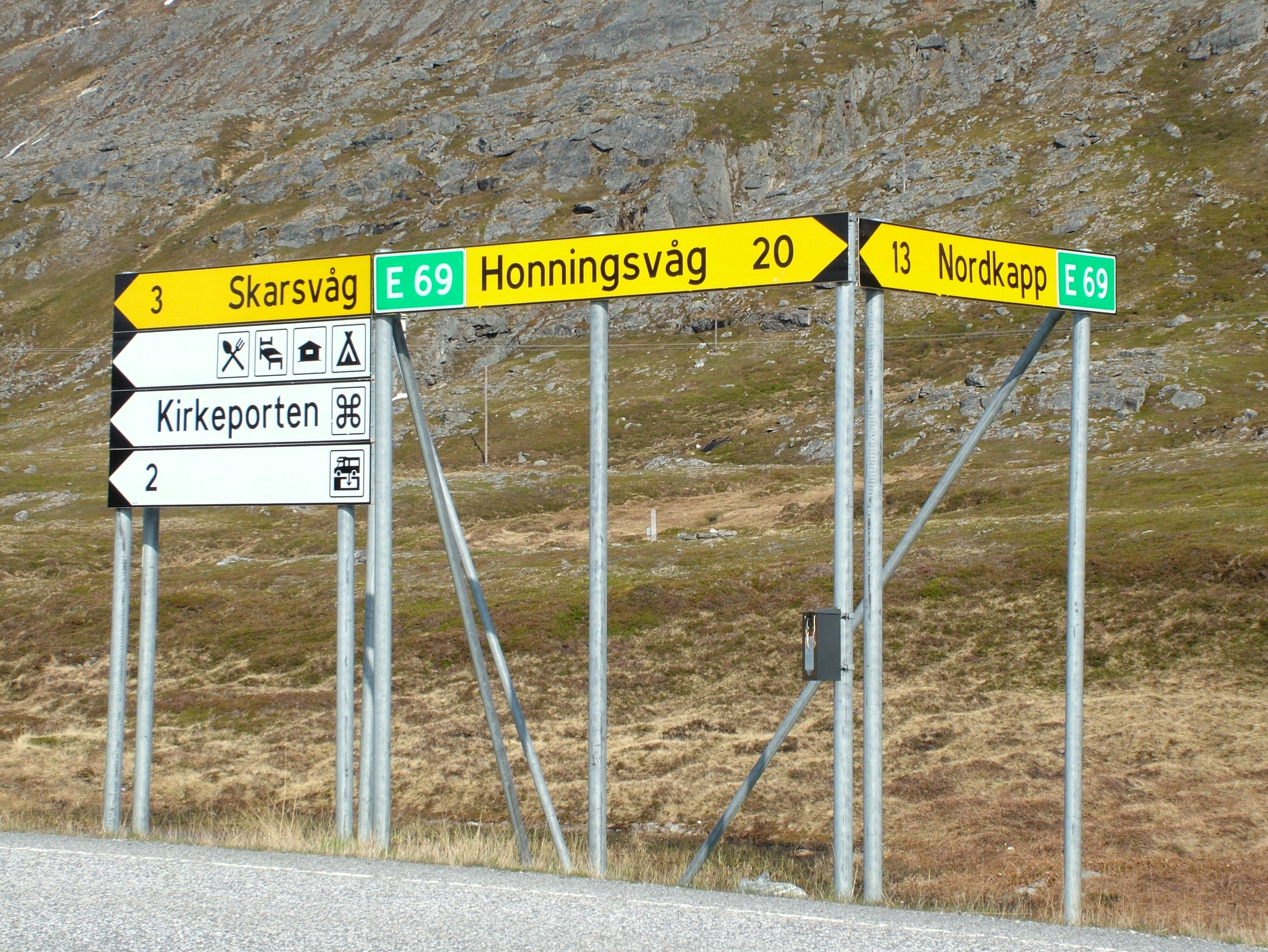
Покажчик на перехресті

## Див. Також
- Список європейських автомобільних маршрутів